# Wörlitz
Wörlitz, korábban város Németország Szász-Anhalt tartományában, 2011. január 1-jétől Oranienbaum-Wörlitz város része.

## Fekvése
Lutherstadttól nyugatra fekvő település.

## Története
A település első említése 1004-ből maradt fenn, 1440-ben város lett. 
Wörlitz a 18. század végéig jelentéktelen hely volt. Középkori eredetére csak az 1805 és 1810 között átépített templomának román alapfalai emlékeztetnek.
A Középkorban az anhalti fejedelemség közigazgatási székhelye volt. A vízben és erdőkben gazdag környéken az anhalti hercegek vadászházat építettek, amelyet 1689-ben kis kastéllyá alakítottak át francia parkkal, majd ezt 1764-ben Anhalt-Dessau akkori fejedelme Lipót Frigyes Ferenc kora európai igényeinek megfelelő kastély és park építésébe kezdett itt, mely hamarosan felépülve az ország határain túl is híressé vált. Ez volt német földön az első olyan angol stílusú park, amely természetszerűen olvadt bele a tájba. A park különös varázsának titka, hogy a Wörlitzer see, az Elba egyik holt ága és két kisebb tó: a Grosses és Kleines Waldloch körül helyezkedik el, melyeket művészien megtervezett csatornákkal kapcsoltak össze.
Wörlitz parkjában számos botanikai ritkaság is található, például többek között tulipán és ecetfák, tölgyek változatos fajtái, mocsári ciprusok, őserdei mammutfák is.

## Nevezetességei
- A wörlitzi park

## Híres emberek
- Friedrich Ludwig Georg von Raumer (1781 – 1873) német történész, politikus
- Karl Georg von Raumer, (1783 – 1865) német geológus és pedagógus

## Galléira

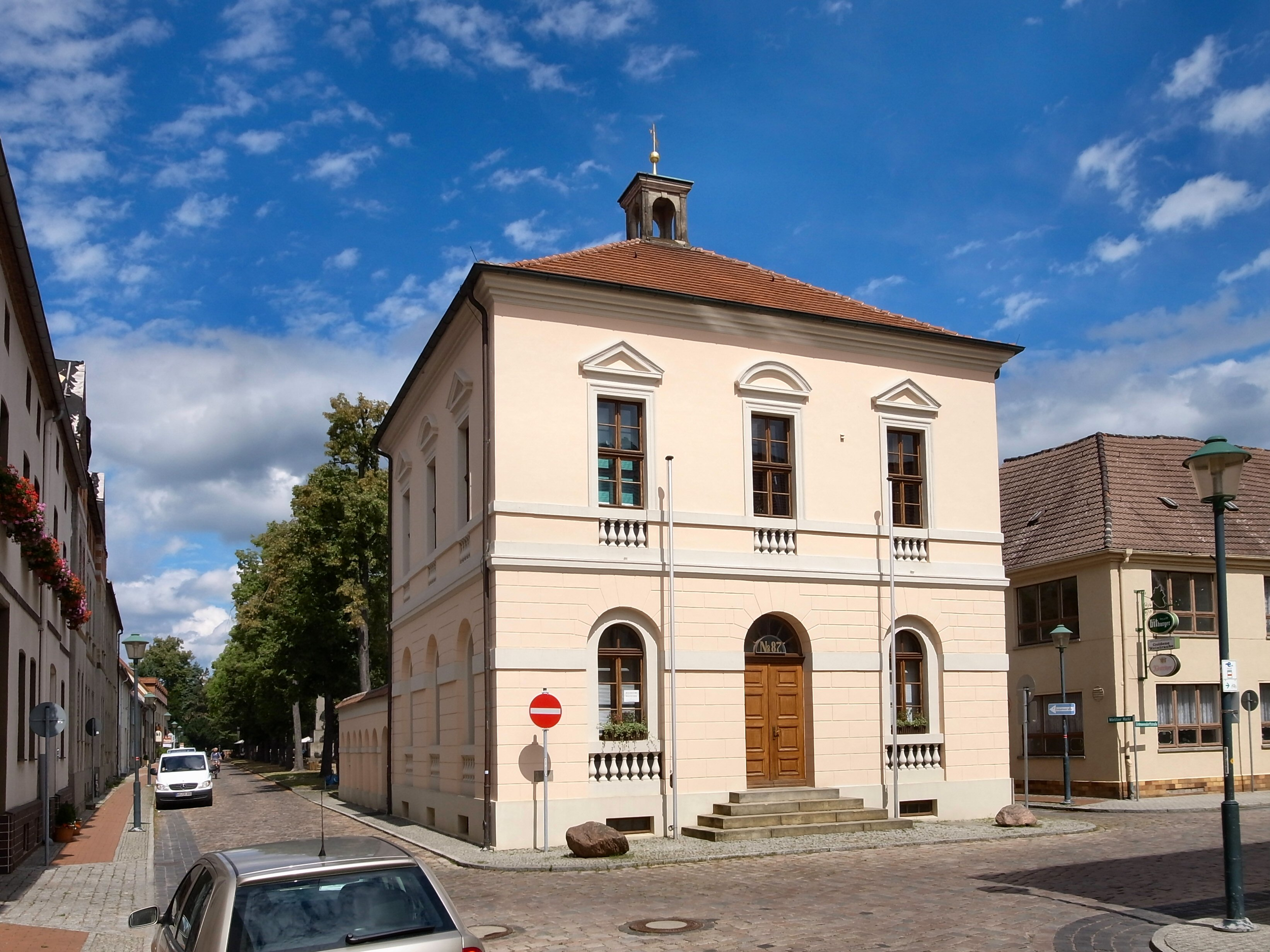
A tanácsház
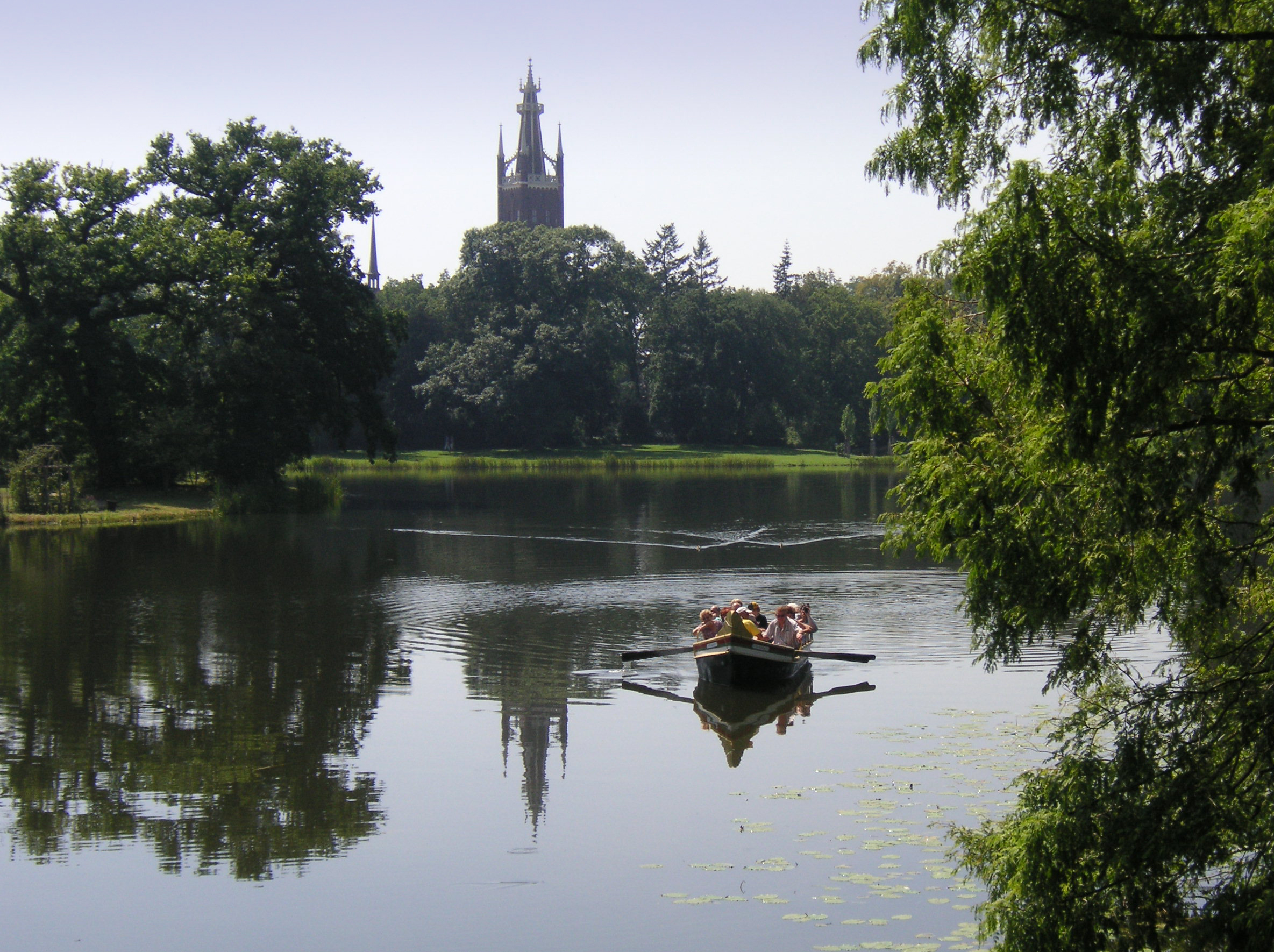
A wörlitzi tó
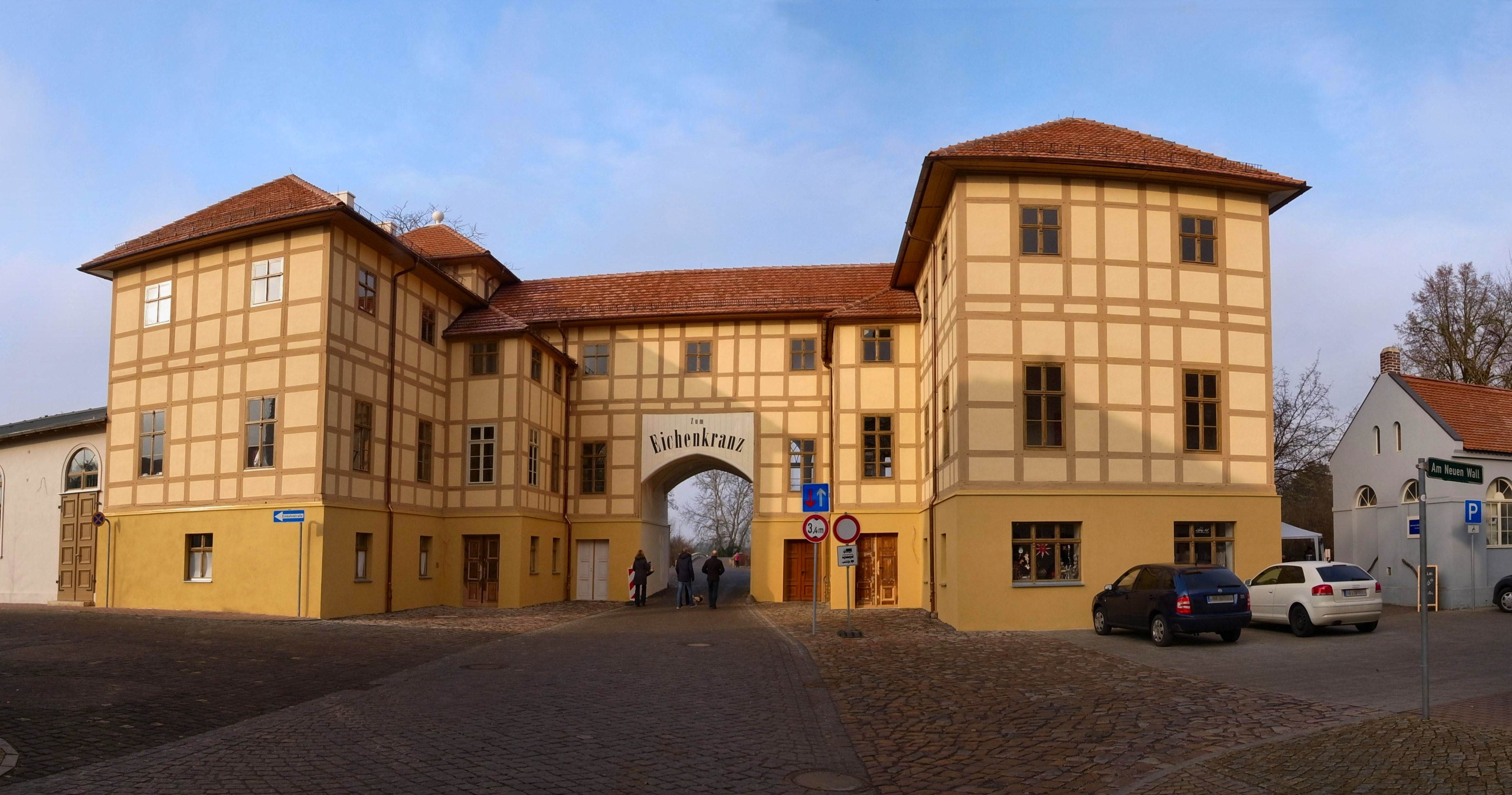
A vendéglő „Zum Eichenkranz“
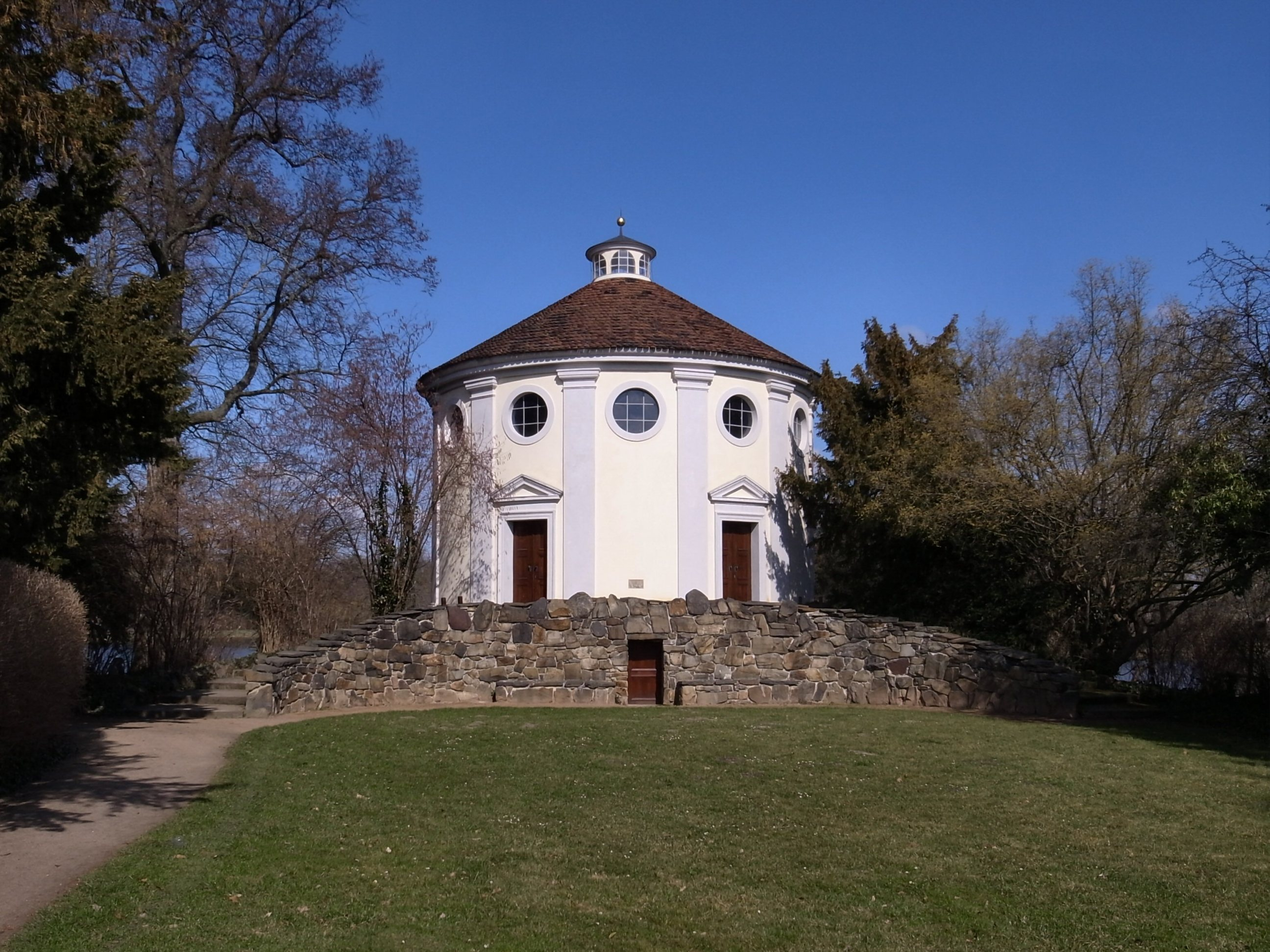
A zsinagóga
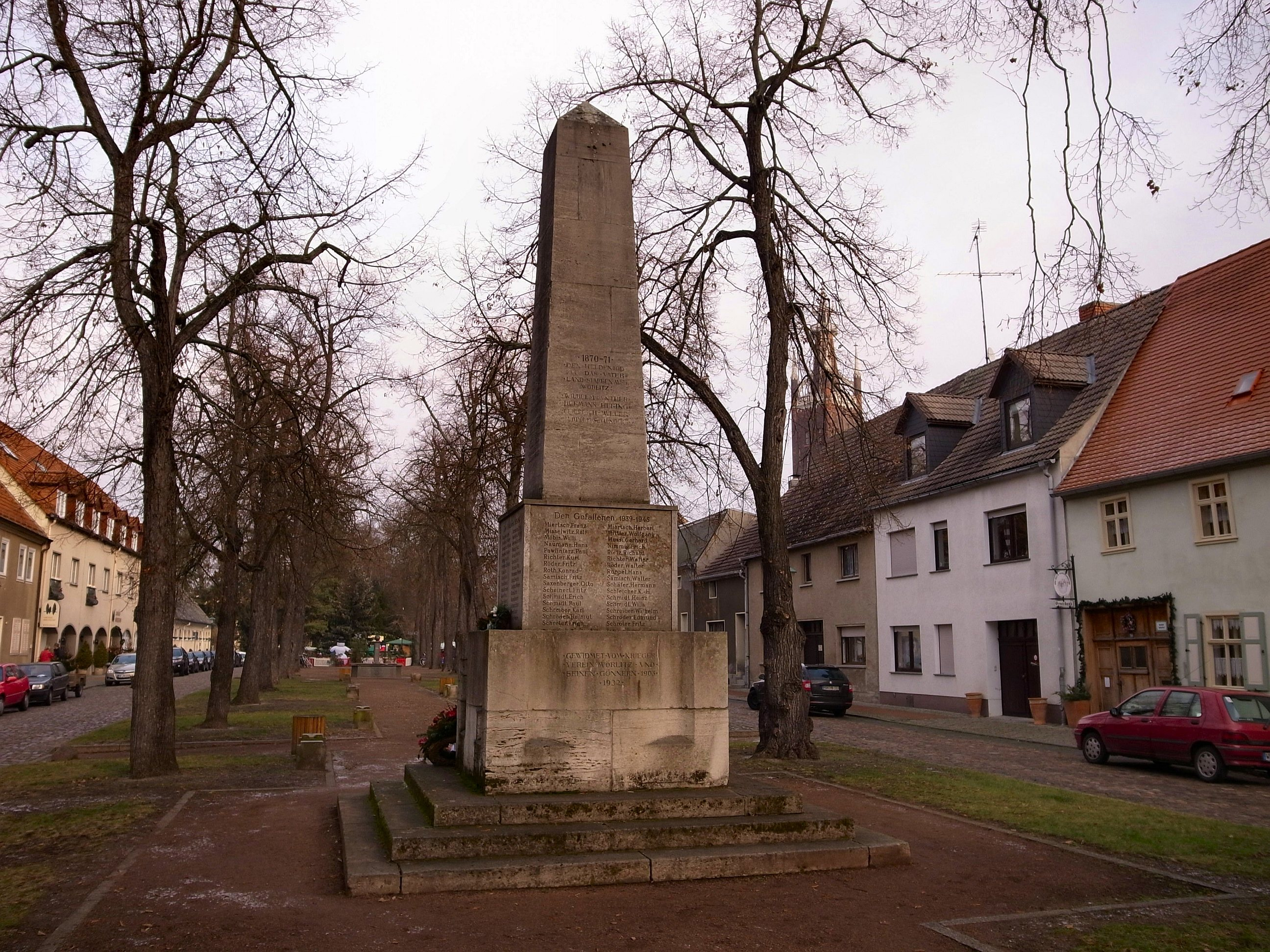
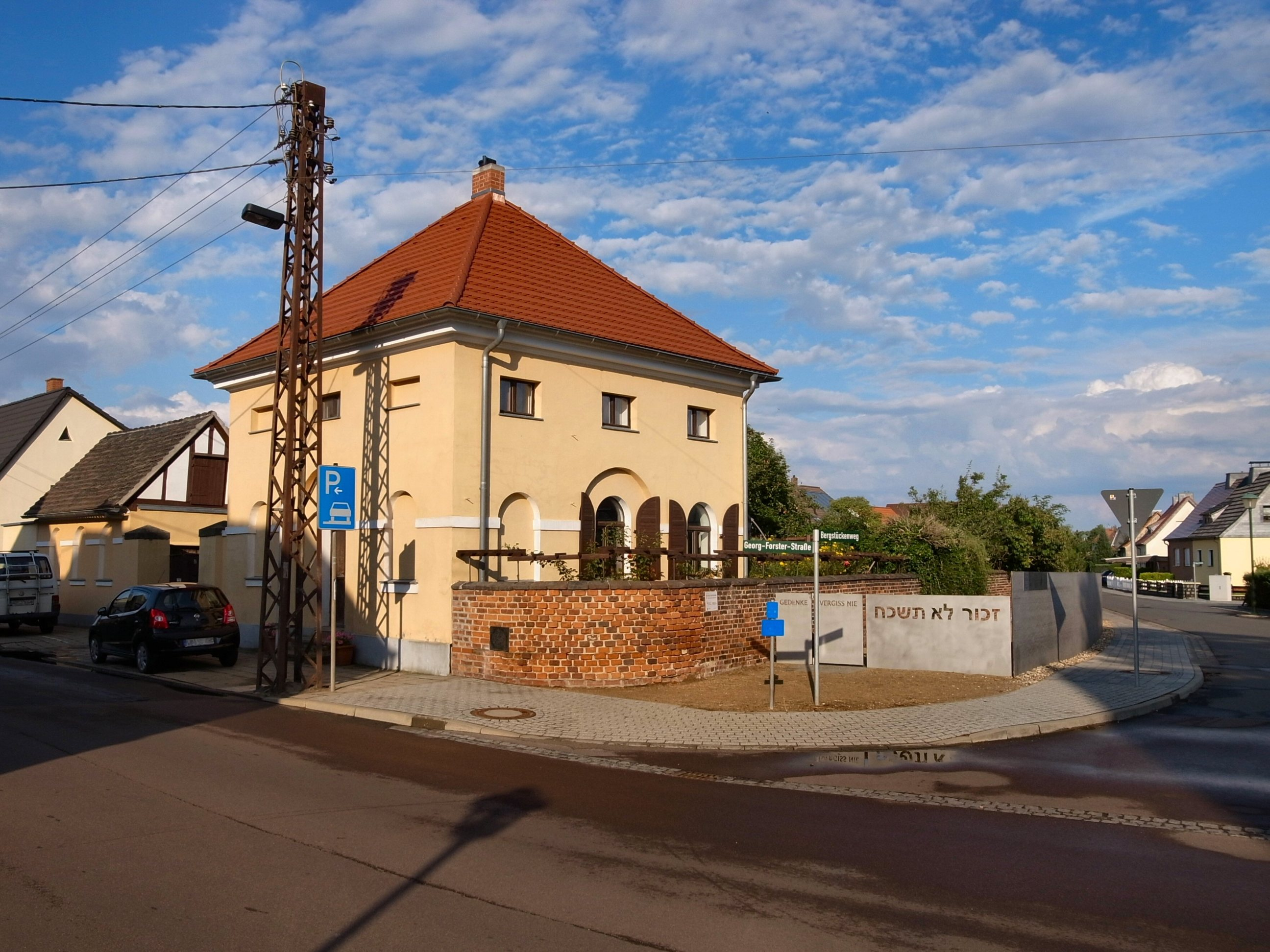
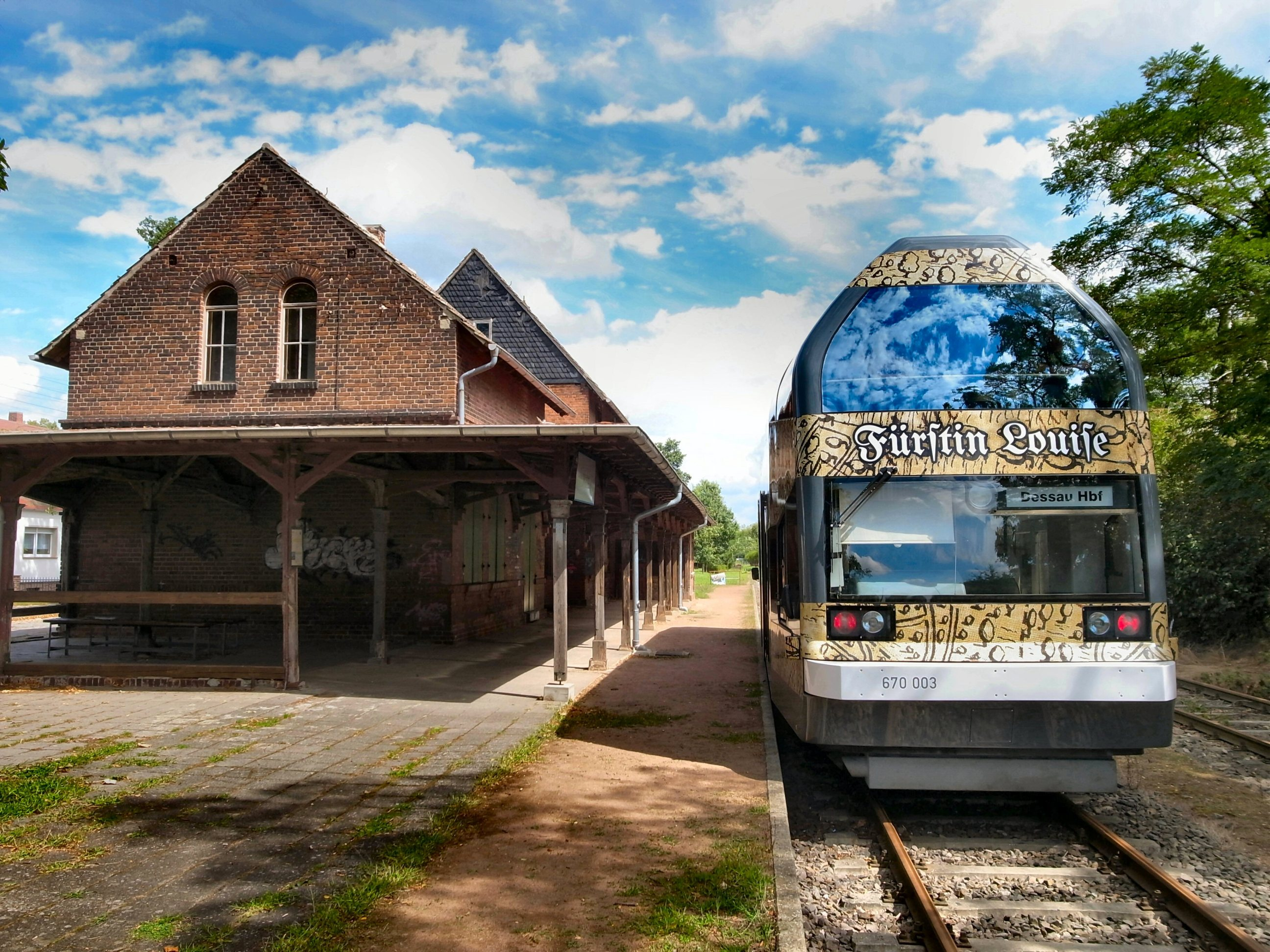
Az állomás

## Fordítás
Ez a szócikk részben vagy egészben a Wörlitz című német Wikipédia-szócikk fordításán alapul.  Az eredeti cikk szerkesztőit annak laptörténete sorolja fel. Ez a jelzés csupán a megfogalmazás eredetét és a szerzői jogokat jelzi, nem szolgál a cikkben szereplő információk forrásmegjelöléseként.